# The Deff Boyz
The Deff Boyz war ein Studioprojekt des britischen Produzenten Paul Hardcastle (* 10. Dezember 1957 in London).
Weil es im Jahr 1990 vertragliche Probleme gab, konnte Hardcastle vorübergehend nicht unter seinem eigentlichen Namen veröffentlichen. Deshalb schuf er das Projekt The Deff Boys und engagierte dafür den Sänger Tony Mac. Die im Juli 1990 im Vereinigten Königreich erschienene Dance-/House-Single Swing stieg zum Monatsende in die englische Hitparade und erreichte Rang 84. Einen Monat später kletterte das Lied in Deutschland auf Platz 27, in den USA belegte der Track Platz 18 der Dance Music/Club Play Singles. Swing blieb der einzige Hit Hardcastles unter diesem Namen.

## Diskografie
Singles
- 1990: Swing (feat. Tony Mac)
- 1990: Turn It Up (feat. Tony Mac)